# Komórki D
Komórki D – jedne z komórek endokrynowych tworzących miąższ wysp Langerhansa w trzustce. Stanowią około 6% wszystkich komórek wyspowych. Mają budowę podobną do komórek A i B.  Są okrągłe, z umiarkowaną gęstością, u ludzi średnica tych komórek wynosi ok. 250 nm. Nie mają ściśle określonego miejsca w wyspie trzustkowej, są rozproszone po całej powierzchni. Wytwarzają somatostatynę (ostatnio wykazano, że w komórkach D znajdują się także endorfiny). Intensywność tego procesu wzrasta przy podwyższonych stężeniach we krwi substancji takich jak glukoza, aminokwasy i kwasy tłuszczowe. Hamowany jest on natomiast przez adrenalinę i noradrenalinę.